# Imprimare 3D
Imprimarea 3D, denumită și fabricație aditivă, este un proces tehnologic de producție prin care un obiect solid tridimensional, indiferent de configurație și formă, este creat prin adăugarea succesivă de straturi de material.
Această metodă de producție diferențiază imprimarea 3D de tehnicile tradiționale de fabricație substractivă, care se concentrează predominant pe îndepărtarea materialului dintr-un bloc de material denumit și material brut prin metode precum: frezarea, strunjirea, găurirea sau tăierea. De asemenea, imprimarea 3D se diferențiază de procesele de turnare prin injecție, unde materialul topit este injectat sub presiune într-o matriță cu o formă predefinită, replicând forma acesteia în detaliu. Astfel, imprimarea 3D oferă o flexibilitate mai mare în design și prototipare, fiind ideală pentru producția personalizată sau pentru serii mici.
Imprimarea 3D permite designerilor să producă un prototip într-un timp relativ scurt în comparație cu metodele clasice de producție. În consecință prototipul poate fi testat și corectat/ajustat ceva mai rapid decat in cazul metodelor clasice.
O imprimantă 3D este un tip de robot industrial specializat doar pe imprimare 3d, care este capabil să efectueze acest proces sub control computerizat.
Există mai multe tehnologii de imprimare 3D:
- imprimare prin extrudare cu filament (FFF/ FDM)[4]
- imprimare cu pulbere prin fuzionare (SLS)
- imprimare cu pulbere prin topire (SLM)
- imprimarea cu rășină sau stereolitografia (SLA)

Cea mai comună metoda este FFF, care s-a impus ca rezultat al costurilor mici al imprimantelor/consumabilelor cat si prin simplitatea utilizării lor in condiții de birou sau casnice.
Imprimare prin extrudare cu filament (FFF - Fused Filament Fabrication): Această metodă, uneori denumită și după termenul de marcă comercială FDM (Fused Deposition Modeling) implică încălzirea unui filament de material plastic (cum ar fi ABS sau PLA) până la topire și extrudarea acestuia straturi cu straturi pentru a crea obiectul dorit. Există mai multe configurații folosite pentru platforma robotizată a unei imprimante 3D:
- Carteziană
- Core XY
- Delta
- SCARA
- Cu bandă rulantă
- H-Bot
- Ploară

Aceste configurații descriu modul în care se deplasează capul de printare și patul de printare în funcție de montajul mecanic al motoarelor folosite.
Imprimarea cu pulbere (SLS - Selective Laser Sintering): Această tehnică utilizează un laser pentru a topi și solidifica succesiv straturi subțiri de pulbere de plastic, metal sau ceramică. După fiecare strat, pulberea este nivelată și un nou strat este aplicat. Acest proces continuă până când obiectul este complet format în interiorul pulberii. SLS este cunoscut pentru capacitatea sa de a produce piese durabile și rezistente, fiind adesea utilizat în prototipare și producția de serie mică.
Imprimarea cu rasină sau stereolitografie (SLA - Stereolithography): Această tehnică implică solidificarea straturilor subțiri de rasină lichidă fotosensibilă cu ajutorul unui laser UV. Platforma imprimantei se ridică treptat pe măsură ce fiecare strat este format. Imprimarea SLA poate produce detalii fine și finisaje de înaltă calitate, fiind adesea folosită în industria bijuterie și prototipare de precizie.

## Principii generale

### Modelare

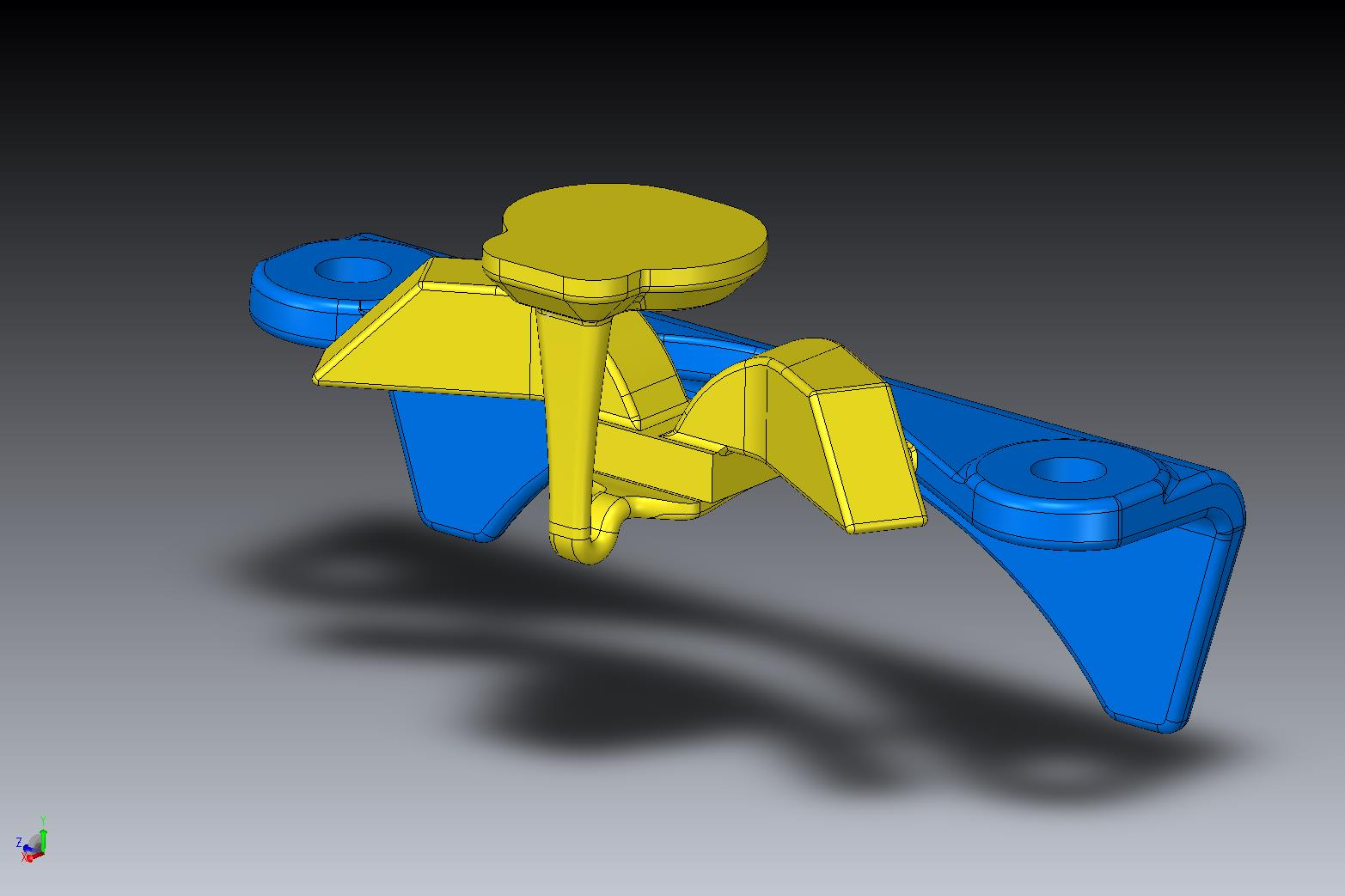
Modelul CAD utilizat pentru tipărirea în 3D

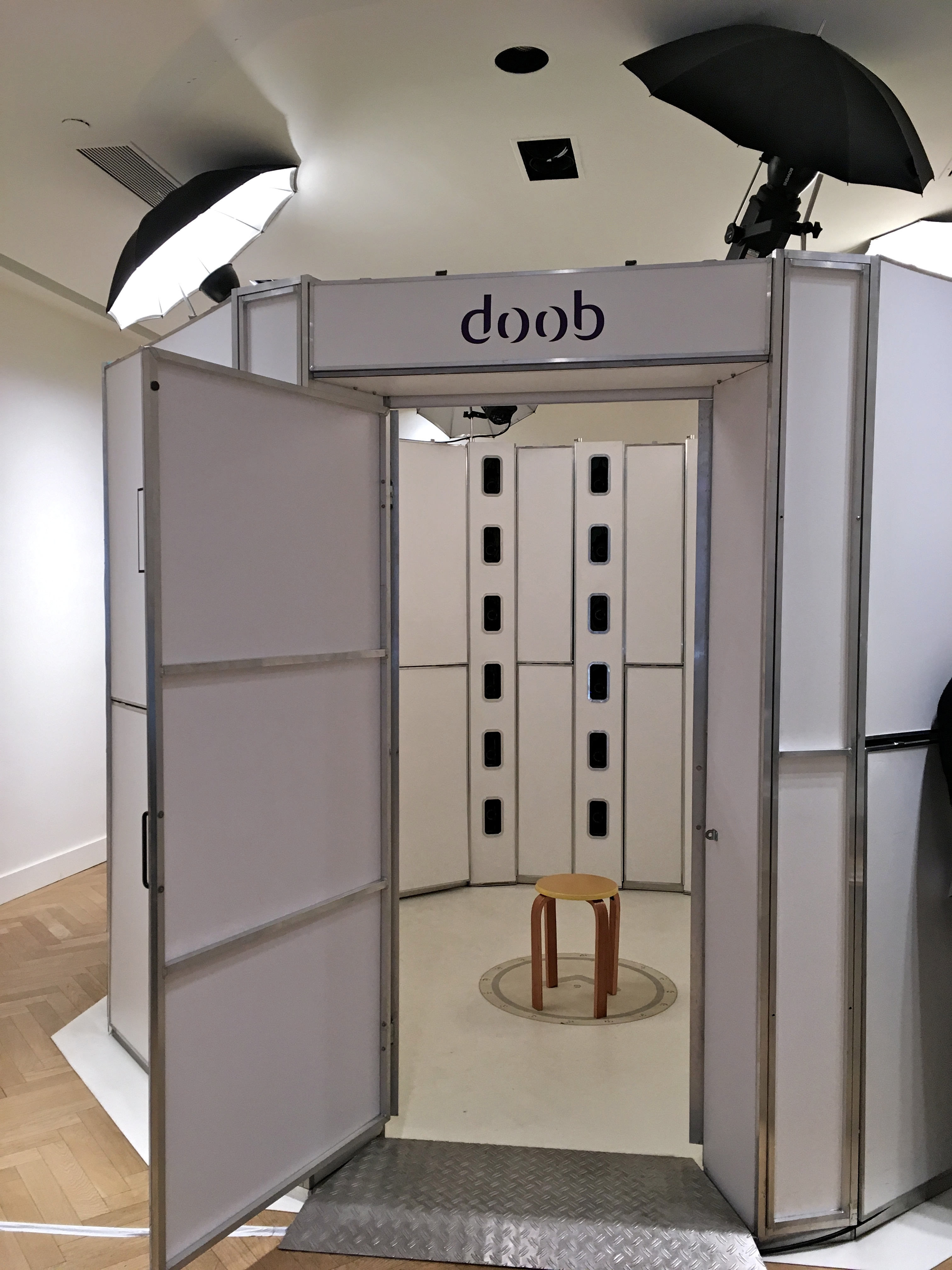
Modelele 3D pot fi generate din imagini 2D realizate la o cabină foto 3D

Modelele tipărite 3D pot fi create cu ajutorul unui pachet de proiectare asistată de calculator (din engleză de la Computer-aided Design), prin intermediul unui scanner 3D sau printr-un software digital simplu și fotogrammetric. Modelele tipărite 3D create cu CAD au ca rezultat erori reduse și pot fi corectate înainte de imprimare, permițând verificarea în proiectarea obiectului înainte de imprimare. Procesul de modelare manuală de pregătire a datelor geometrice pentru grafica 3D a computerului este similar cu artele plastice, cum ar fi sculptura. Scanarea 3D este un proces de colectare a datelor digitale cu privire la forma și aspectul unui obiect real, creând un model digital bazat pe acesta.
Modelele CAD pot fi salvate în formatul de fișiere stereolitografice (STL), un format de fișiere CAD de facto pentru fabricarea aditivilor care stochează date bazate pe triangularea modelelor CAD.

### Tipărire
Înainte de a tipări un model 3D dintr-un fișier STL, acesta trebuie mai întâi să fie examinat pentru a nu avea erori. Cele mai multe aplicații CAD pot produce erori în fișierele STL de ieșire, de următoarele tipuri :
- Triunghiuri intersectate sau suprapuse
- Muchii de frontieră ale suprafețelor
- Muchii ne-manifold
- Geometrie supra-densă

Un pas în generarea sau procesarea de fișiere STL cunoscut sub numele de "reparație" stabilește astfel de probleme în modelul original și le repară. În general, STL-urile care au fost produse dintr-un model obținut prin scanarea 3D au deseori mai multe dintre aceste erori. Acest lucru se datorează modului în care funcționează scanarea 3D - cum este de multe ori o achiziție punct cu punct, reconstrucția 3D va include erori în cele mai multe cazuri.